# Pozo Alcón (kommunhuvudort)
Pozo Alcón är en kommunhuvudort i Spanien.   Den ligger i provinsen Provincia de Jaén och regionen Andalusien, i den södra delen av landet, 300 km söder om huvudstaden Madrid. Pozo Alcón ligger 861 meter över havet och antalet invånare är 5 414.
Terrängen runt Pozo Alcón är varierad. Runt Pozo Alcón är det ganska glesbefolkat, med 24 invånare per kvadratkilometer. Närmaste större samhälle är Quesada, 19,5 km nordväst om Pozo Alcón. Trakten runt Pozo Alcón består till största delen av jordbruksmark.